# Gesù venuto per i peccatori
Gesù venuto per i peccatori si riferisce ad un episodio dei vangeli sinottici in cui Gesù, in seguito alle critiche ricevute dai farisei perché mangiava insieme ai peccatori, dice di non essere venuto per i giusti ma per i peccatori.

## Racconto evangelico
Dopo la chiamata dell'apostolo Matteo, Gesù pranza con i suoi discepoli e viene raggiunto da molti pubblicani e peccatori, che si siedono a tavola con loro. Alcuni farisei si scandalizzano e chiedono ai discepoli come mai Gesù pranzasse con i peccatori. Avendoli sentiti, Gesù risponde che "non sono i sani ad avere bisogno del medico ma i malati” e conclude affermando di non essere venuto a chiamare i giusti, ma i peccatori.